# المجلة العالمية لتكنولوجيا وعلوم الأغذية
المجلة العالمية لتكنولوجيا وعلوم الأغذية هي مجلة علمية تنشر مقالات كتعلقة في مجال علوم الغذاء. تم إنشاء هذه المجلة في عام 1995م. تنشر المجلة حاليا من قبل شركة نشر مستقلة تسمى SAGE Publications بالتعاون مع المجلس الإسباني للبحث العلمي.

## المجال
تقوم المجلة بنشر المقالات التي تغطي مجالات: تصنيع الأغذية، نوعية التغذية، التركيب الهندسي، التكنلوجيا الحيوية، الكفاءة، الأمان، الخواص الفيزيائية، البنية المجهرية، التحليل الحسي، التعبئة والتغليف، العمليات الحيوية وتكنلوجيا ما بعد الحصاد.

## التلخيص والفهرسة
يتم فهرسة المجلة العالمية للعلوم والغذاء إلى مجالات. وبالعودة للإصدار السنوي الخاص ب فان نسبة التاثير للمجلة كانت 1.222 لتحتل المرتبة 62 من اصل 123 مرتبة في علوم وتكنلوجيا الأغذية، واحتلت المرتبة 40 من اصل 72 مرتبة في الكيمياء التطبيقية.

## روابط خارجية
- الموقع الرسمي